# C. Robert Kidder
Charles Robert Kidder (né en 1945), était président et chef de la direction de 3Stone Advisors LLC, plus tard président de Chrysler Group LLC, chef de la direction de Duracell, chef de la direction de Borden, Inc., et siégea au conseil d'administration de Merck et Morgan Stanley .
Au moment de sa nomination, Kidder était président et chef de la direction de 3Stone Advisors LLC, une société d'investissement qui se concentre sur les entreprises de technologies propres. Il est titulaire d'un M.S. Industrial Economics de l'Iowa State University et d'un B.S. Industrial Engineering de l'Université du Michigan.
Il réside avec sa famille à Columbus, Ohio.